# Laurenz Parsche
Laurenz Parsche (1826 (???) – 6. prosince 1906 Folknáře) byl rakouský a český politik německé národnosti, v 2. polovině 19. století poslanec Českého zemského sněmu.

## Biografie
V 80. letech 19. století se zapojil do zemské politiky. V zemských volbách v roce 1883 byl zvolen na Český zemský sněm za kurii venkovských obcí (obvod Děčín – Benešov – Česká Kamenice). Profesně se uvádí jako majitel statku ve Folknářích (Falkendorf). Rezignoval roku 1885. Patřil k německým liberálům (takzvaná Ústavní strana, později Německá pokroková strana).
Proslul svou účastí na selském sjezdu v Ústí nad Labem, kde se vyslovil pro osmiletou povinnou školní docházku. Zemřel v prosinci 1906.